# Panfilo (mitologia)
Panfilo (in greco antico: Πάμφυλος?, Pámfylos) è un personaggio della mitologia greca. Fu un re dei Dori. 

## Genealogia
Figlio di Egimio, sposò Orsobia (figlia di Deifonte). 
Non sono noti nomi di progenie.

## Mitologia
Fu un re dei Dori proveniente dal monte Pindo, che dopo la morte del padre divise il regno ereditato sia con il fratello Dimante sia con Illo. Si unì con il fratello agli Eraclidi che invasero il Peloponneso.
Diede il suo nome a una tribù di Sicione chiamata Panfili, di cui è considerato l'antenato, che s'insediò in Anatolia chiamando la propria terra Panfilia.
Morì con il fratello in un combattimento con gli Eraclidi.